# Farara
Farara é um gênero de traça pertencente à família Arctiidae.